# Club Deportivo Numancia
|  | No s'ha de confondre amb Football Club Numància. |

El Club Deportivo Numancia és un club de futbol de la ciutat de Sòria, a Castella i Lleó, fundat el 1945 i que en l'actualitat juga a Segona Federació.

## Història
El Club Deportivo Numancia de Soria va ser fundat el 1945, i es va inscriure com a club en la Federació territorial aragonesa de futbol.
Per a fer el primer equip es va fer una crida al poble per atraure gent interessada a jugar, d'aquesta crida van sortir el primers jugadors del club
- José Herrero García, Santiago
- Sanz Mozas
- Mariano Aguilar Tijero
- Domingo Fernández
- Eliseo Barral
- Juan de Pedro
- Chicote
- José Jorge Miguel
- Doroteo Martínez
- Manuel Ruiz
- Ángel Ruiz
- Carlos Luengo
- Antonio Lablanca
- Vicente Rangil
- Luis San Juan
- Nicolás Rivera

Inicialment el club no tenia entrenador pel que el jugadors havien de preparar-se i jugar el partits sols.
La major part de la seva història la va passar jugar a tercera divisió quan encara no existia Segona B.
L'etapa amb més èxit del club va ser l'any 1996, quan va participar en la copa del Rei militant a Segona B i eliminant al S.S. de los Reyes i després a tres equips de primera divisió: el Racing de Santander, l'Sporting de Gijón i la Reial Societat per a després caure davant del FC Barcelona a quarts de final, fins i tot posant el partit de tornada a favor de l'equip sorià amb un momentani 0-1 al marcador.

### Primer ascens
Després d'aquesta actuació, l'equip dirigit per Antonio Lopez va aconseguir l'ascens a la Segona Divisió davant el Recreativo de Hueva. La temporada següent (97-98) va aconseguir mantenir-se a Segona, i en la temporada 98-99 va aconseguir, dirigit per Miguel Ángel Lotina ascendir a Primera divisió.

### Descens i ascens
A primera divisió es va mantenir durant dues temporades, la primera, amb Andoni Goikoetxea com a entrenador; i en la segona van descendir després de diversos canvis d'entrenador.
Després de dues temporades mantenint-se a segona divisió, l'equip va tornar a ascendir de la mà de Quique Hernández, sent l'equip més golejador i menys golejat de la categoria.
Aquesta vegada van mantenir-se un any a la màxima categoria.
Cal destacar també que en la dècada dels anys 50, l'equip v ascendir durant dues temporades a segona divisió.

## Afició
A l'estadi de Los Pajaritos existeixen dues penyes o grups ultres principals. Una és Orgullo Numantino, fundada el 1997; i l'altra és el Frente Rojillo, fundada el mateix any.
Orgullo Numantino va ser fundada l'any 1997. Consta de tres seccions: Gruppo Tifo, Armada Permanent i Secció Kaos. Va ser fundada l'any 1997 per un grup de joves que volien animar al seu club d'una manera diferent. En la seva primera temporada estaven situats a les grades supletoris del Vell Los Pajaritos però el 1999 el club canvia d'estadi. L'any 2003 es traslladaren al Fons Sud, amb l'objectiu d'aconseguir una grada jove que mai va arribar, on romanen en l'actualitat.

## Uniforme
- Primera equipació: Samarreta vermella, pantaló vermell i mitges vermell.
- Segona equipació: Samarreta blanca, pantaló blanc i mitges blanques.
- Tercera equipació; Samarreta gris, pantaló gris i mitges grises.

## Estadi
L'estadi del club és el Nuevo estadio de Los Pajaritos, fundat el 1999 amb capacitat per a 9 500 persones i amb unes dimensions de 103x70 metres.

## Presidents
- Eusebio Brieva (1945-1948)
- Alberto Heras (1948-1950)
- Félix Redondo (1950-1951)
- Narciso Fuentes (1951-1953)
- Pablo del Barrio (1953-1954)
- Andrés Beltrán (1954-1955)
- Antonio Ruiz (1955-1960)
- Juan Sala de Pablo (1960-1964)
- Miguel Gil (1964-1965)
- Pablo Caballero (1965-1966)
- Victorino Gonzalo (1966-1968)
- Hilario Enciso (1968-1969)
- Florentino Villar (1969-1970)
- Miguel Gil (1970-1971)
- Miguel Ángel Rangil (1971-1972)
- Julián Carro (1972-1973)
- José Luis Jiménez (1973-1974)
- Victorino Gonzalo (1974-1976)
- Vicente Valero (1976-1980)
- Jorge Moya (1980-1983)
- Sebastián Ruiz (1983-1991)
- Sebastián Ruiz/José M. García (1991-1992)
- José M. García (1992-1993)
- Francisco Rubio (1993-2003)
- José Isla (2003-2006)
- Francisco Rubio (2006-2018)
- Moisés Israel Garzón (2018~)